# Kukawik żółtodzioby

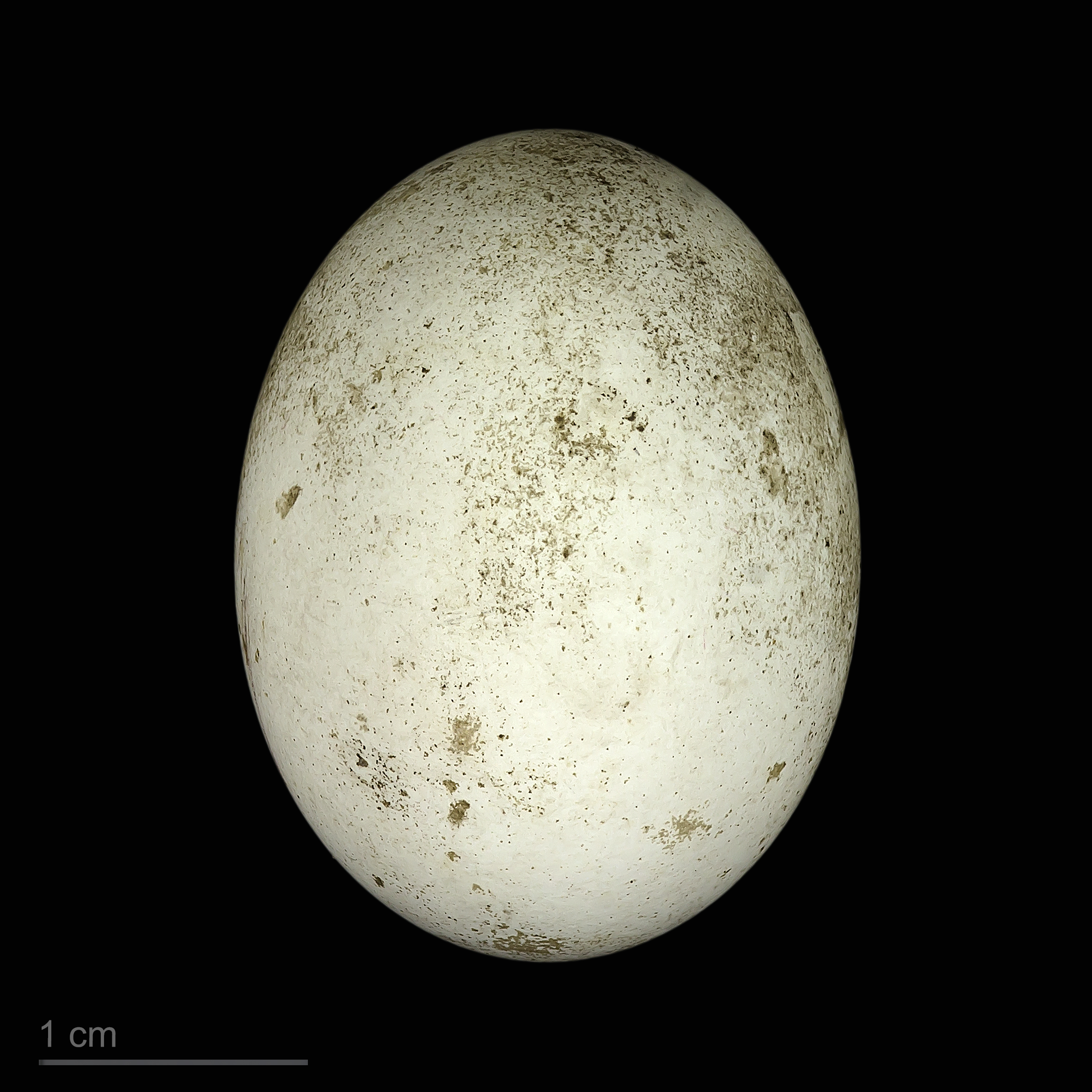
Jajo z kolekcji muzealnej

Kukawik żółtodzioby (Coccyzus americanus) – gatunek średniej wielkości ptaka wędrownego z rodziny kukułkowatych (Cuculidae). Nie wyróżnia się podgatunków.
WyglądDługi ogon, wierzch ciała brązowy, rdzawe lotki I rzędu, widoczne zarówno na krawędzi złożonych skrzydeł, jak i w locie. Policzki, gardło i spód ciała białe. Szczęka ciemna, żuchwa żółta, wokół oczu niewyraźna żółta obrączka. Ogon stopniowany, końcówki sterówek są białe, tworzą duże, okrągłe plamy na spodzie złożonego ogona.
RozmiaryDługość ciała 26–30 cm, rozpiętość skrzydeł 38–43 cm. Masa ciała 55–65 g.
Zasięg, środowiskoZadrzewienia, gęste zarośla, skraje lasu, sady w środkowej i południowej części Ameryki Północnej (południowo-wschodnia Kanada, USA, Meksyk oraz północne Indie Zachodnie). Pospolity na wschód od Gór Skalistych. Zimuje w Ameryce Południowej.
StatusMiędzynarodowa Unia Ochrony Przyrody (IUCN) uznaje kukawika żółtodziobego za gatunek najmniejszej troski (LC – Least Concern) nieprzerwanie od 1988 roku. W 2019 roku organizacja Partners in Flight szacowała liczebność populacji na 9,6 miliona dorosłych osobników. Trend liczebności oceniany jest jako spadkowy.